# 亨利·坦迪
亨利·坦迪（英語：Henry Tandey，1891年8月30日—1977年12月20日），第一次世界大战时的英国二等兵，曾获得维多利亚十字勋章。在第一次伊普尔战役中，亨利·坦迪曾发现了一个德国伤兵，但没有射杀。这个德国伤兵被广泛认为是阿道夫·希特勒，但有学者提出质疑。1918年9月10日，阿道夫·希特勒第二次退伍，為期18天，這代表他當日在德國。